# EuroEyes Cyclassics 2016
La 21.ª edición de la clásica ciclista EuroEyes Cyclassics se celebró en Alemania el 21 de agosto de 2016 sobre un recorrido por los alrededores de la ciudad de Hamburgo para un total de 217,7 km.
Hizo parte del UCI WorldTour 2016, siendo la vigésima segunda competición del calendario de máxima categoría mundial.
La carrera fue ganada por el corredor australiano Caleb Ewan del equipo Orica-BikeExchange, en segundo lugar John Degenkolb (Team Giant-Alpecin) y en tercer lugar Giacomo Nizzolo (Trek-Segafredo).

## Recorrido
La EuroEyes Cyclassics dispuso de un recorrido total de 217,7 kilómetros

## Equipos participantes
Tomaron parte en la carrera 22 equipos: los 18 UCI ProTeam (al tener asegurada y ser obligatoria su participación), más 4 equipos Profesionales Continentales invitados por la organización. Cada formación estuvo integrada por 8 ciclistas, formando así un pelotón de 176 corredores (el máximo permitido en carreras ciclistas).
| Equipo                     | Cód. UCI | Categoría               |
| -------------------------- | -------- | ----------------------- |
| AG2R La Mondiale           | ALM      | UCI ProTeam             |
| Astana Pro Team            | AST      | UCI ProTeam             |
| BMC Racing Team            | BMC      | UCI ProTeam             |
| Cannondale-Drapac          | CDT      | UCI ProTeam             |
| Dimension Data             | DDD      | UCI ProTeam             |
| Etixx-Quick Step           | EQS      | UCI ProTeam             |
| FDJ                        | FDJ      | UCI ProTeam             |
| IAM Cycling                | IAM      | UCI ProTeam             |
| Lampre-Merida              | LAM      | UCI ProTeam             |
| Lotto Soudal               | LTS      | UCI ProTeam             |
| Movistar Team              | MOV      | UCI ProTeam             |
| Orica-BikeExchange         | OBE      | UCI ProTeam             |
| Team Giant-Alpecin         | TGA      | UCI ProTeam             |
| Team Katusha               | KAT      | UCI ProTeam             |
| Team LottoNL-Jumbo         | TLJ      | UCI ProTeam             |
| Team Sky                   | SKY      | UCI ProTeam             |
| Tinkoff                    | TNK      | UCI ProTeam             |
| Trek-Segafredo             | TFS      | UCI ProTeam             |
| Bora-Argon 18              | BOA      | Profesional Continental |
| Cofidis, Solutions Crédits | COF      | Profesional Continental |
| Stölting Service Group     | SSG      | Profesional Continental |
| Verva ActiveJet            | VAT      | Profesional Continental |

## Clasificación final
- Las clasificaciones finalizaron de la siguiente forma:[3]

| \| Clasificación general \| Clasificación general \| Clasificación general \| Clasificación general \| Clasificación general \| \| Ciclista \| Ciclista \| Equipo \| Tiempo \| \| \| --------------------- \| --------------------- \| --------------------- \| --------------------- \| --------------------- \| \| 1.º \| Caleb Ewan \| Orica-BikeExchange \| 4 h 54 min 26 s \| \| \| 2.º \| John Degenkolb \| Giant-Alpecin \| + 0 s \| \| \| 3.º \| Giacomo Nizzolo \| Trek-Segafredo \| + 0 s \| \| \| 4.º \| Danny van Poppel \| Team Sky \| + 0 s \| \| \| 5.º \| Alexander Kristoff \| Katusha \| + 0 s \| \| \| 6.º \| Dylan Groenewegen \| LottoNL-Jumbo \| + 0 s \| \| \| 7.º \| Mark Renshaw \| Dimension Data \| + 0 s \| \| \| 8.º \| Sondre Enger \| IAM Cycling \| + 0 s \| \| \| 9.º \| Matteo Trentin \| Etixx-Quick Step \| + 0 s \| \| \| 10.º \| André Greipel \| Lotto-Soudal \| + 0 s \| \| \| 11.º \| Jürgen Roelandts \| Lotto-Soudal \| + 0 s \| \| \| 12.º \| Daniel Oss \| BMC Racing Team \| + 0 s \| \| \| 13.º \| Ruslan Tleubayev \| Astana \| + 0 s \| \| \| 14.º \| Nikolái Trusov \| Tinkoff \| + 0 s \| \| \| 15.º \| Michael Valgren \| Tinkoff \| + 0 s \| \| \| 16.º \| Roy Curvers \| Giant-Alpecin \| + 0 s \| \| \| 17.º \| Hugo Houle \| AG2R La Mondiale \| + 0 s \| \| \| 18.º \| Heinrich Haussler \| IAM Cycling \| + 0 s \| \| \| 19.º \| Jordi Simón \| Verva ActiveJet \| + 0 s \| \| \| 20.º \| Sacha Modolo \| Lampre-Merida \| + 0 s \| \| |                    |                    |                 |
| |                    |                    |                 |
| Fuentes: ProCyclingStats Cycling Quotient |                    |                    |                 |
| Clasificación general |                    |                    |                 |
| Ciclista | Ciclista           | Equipo             | Tiempo          |
| 1.º | Caleb Ewan         | Orica-BikeExchange | 4 h 54 min 26 s |
| 2.º | John Degenkolb     | Giant-Alpecin      | + 0 s           |
| 3.º | Giacomo Nizzolo    | Trek-Segafredo     | + 0 s           |
| 4.º | Danny van Poppel   | Team Sky           | + 0 s           |
| 5.º | Alexander Kristoff | Katusha            | + 0 s           |
| 6.º | Dylan Groenewegen  | LottoNL-Jumbo      | + 0 s           |
| 7.º | Mark Renshaw       | Dimension Data     | + 0 s           |
| 8.º | Sondre Enger       | IAM Cycling        | + 0 s           |
| 9.º | Matteo Trentin     | Etixx-Quick Step   | + 0 s           |
| 10.º | André Greipel      | Lotto-Soudal       | + 0 s           |
| 11.º | Jürgen Roelandts   | Lotto-Soudal       | + 0 s           |
| 12.º | Daniel Oss         | BMC Racing Team    | + 0 s           |
| 13.º | Ruslan Tleubayev   | Astana             | + 0 s           |
| 14.º | Nikolái Trusov     | Tinkoff            | + 0 s           |
| 15.º | Michael Valgren    | Tinkoff            | + 0 s           |
| 16.º | Roy Curvers        | Giant-Alpecin      | + 0 s           |
| 17.º | Hugo Houle         | AG2R La Mondiale   | + 0 s           |
| 18.º | Heinrich Haussler  | IAM Cycling        | + 0 s           |
| 19.º | Jordi Simón        | Verva ActiveJet    | + 0 s           |
| 20.º | Sacha Modolo       | Lampre-Merida      | + 0 s           |

## UCI World Tour
La EuroEyes Cyclassics otorgó puntos para el UCI WorldTour 2016, para corredores de equipos en las categorías UCI ProTeam, Profesional Continental y Continental. La siguiente tabla corresponde al baremo de puntuación:
| Posición   | 1.º | 2.º | 3.º | 4.º | 5.º | 6.º | 7.º | 8.º | 9.º | 10.º |
| Puntuación | 80  | 60  | 50  | 40  | 30  | 22  | 14  | 10  | 6   | 2    |

| Posición | Ciclista           | Equipo              | Puntos |
| -------- | ------------------ | ------------------- | ------ |
| 1.º      | Caleb Ewan         | Orica-BikeExchange  | 80     |
| 2.º      | John Degenkolb     | Team Giant-Alpecin  | 60     |
| 3.º      | Giacomo Nizzolo    | Trek-Segafredo      | 50     |
| 4.º      | Danny van Poppel   | Team Sky            | 40     |
| 5.º      | Alexander Kristoff | Team Katusha        | 30     |
| 6.º      | Dylan Groenewegen  | Team Lotto NL-Jumbo | 22     |
| 7.º      | Mark Renshaw       | Dimension Data      | 14     |
| 8.º      | Sondre Enger       | IAM Cycling         | 10     |
| 9.º      | Matteo Trentin     | Etixx-Quick Step    | 6      |
| 10.º     | André Greipel      | Lotto-Soudal        | 2      |

Además, también otorgó puntos para el UCI World Ranking (clasificación global de todas las carreras internacionales).
| Posición   | 1.º | 2.º | 3.º | 4.º | 5.º | 6.º | 7.º | 8.º | 9.º | 10.º |
| Puntuación | 400 | 320 | 260 | 220 | 180 | 140 | 120 | 100 | 80  | 68   |

| Posición | Ciclista           | Equipo              | Puntos |
| -------- | ------------------ | ------------------- | ------ |
| 1.º      | Caleb Ewan         | Orica-BikeExchange  | 400    |
| 2.º      | John Degenkolb     | Team Giant-Alpecin  | 320    |
| 3.º      | Giacomo Nizzolo    | Trek-Segafredo      | 260    |
| 4.º      | Danny van Poppel   | Team Sky            | 220    |
| 5.º      | Alexander Kristoff | Team Katusha        | 180    |
| 6.º      | Dylan Groenewegen  | Team Lotto NL-Jumbo | 140    |
| 7.º      | Mark Renshaw       | Dimension Data      | 120    |
| 8.º      | Sondre Enger       | IAM Cycling         | 100    |
| 9.º      | Matteo Trentin     | Etixx-Quick Step    | 80     |
| 10.º     | André Greipel      | Lotto-Soudal        | 68     |